# Скроневе кільце

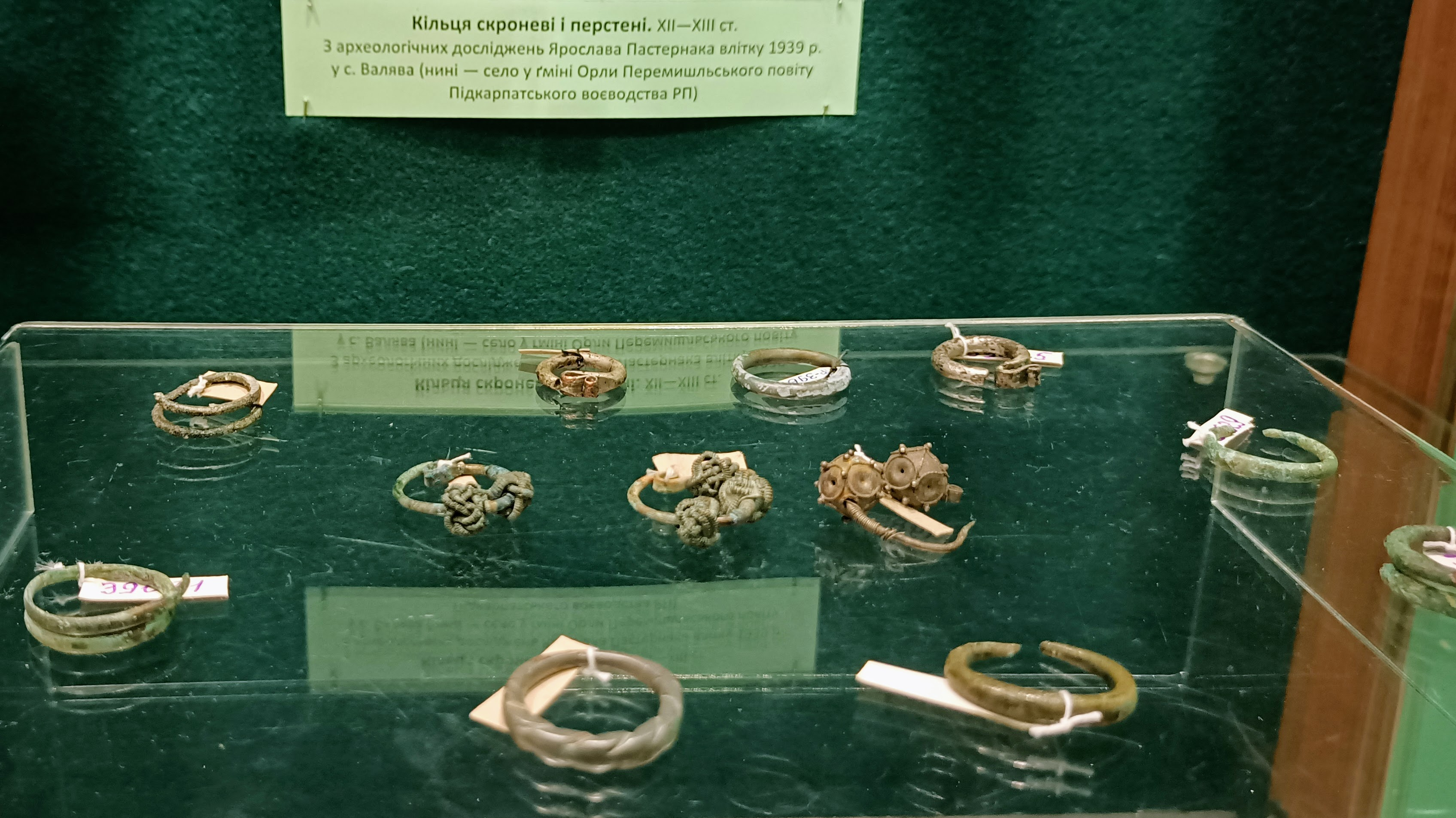
Скроневі кільця й перстені з надсянських земель Галицько-Волинського Князівства. Фото з виставки "Забуті пороги", організованої у Львівському історичному музеї з нагоди 80-х роковин депортацій українців з прадавніх етнічних земель Лемківщини, Надсяння, Холмщини, Південного Підляшшя та Західної Бойківщини. З археологічних досліджень Ярослава Пастернака 1939 року (нині с. Валява, гміна Орли Перемишльського повіту Підкарпатського воєводства, Польща)

Скроневе кільце — бронзова, срібна, золота жіноча прикраса, що укріплялася зазвичай біля скронь. Його носили по одному або по кілька пар відразу.
Найбільш характерна прикраса слов'янських жінок. Різні племена мали свої характерні форми. Кільця підвішували на стрічках або ремінцях до головного убору, іноді встромляли в стрічку або ремінець, іноді кріпили безпосередньо у волоссі або простромляли в мочку вуха. Їх робили зі срібла, бронзи, міді.

## Історія
Найперші скроневі кільця виявлені в похованнях катакомбної і унетицької культур, а також у похованнях Мікен і Трої Бронзової доби. На сході скроневі кільця знаходять у похованнях карасукської культури.
У пізнішу епоху скроневі кільця характеризують поховання чорноліської культури.
Справжнього розквіту і різноманітності скроневі кільця досягають в культурі слов'ян епохи Середньовіччя (VIII—XII ст.). Є відомості, що дизайн кілець міг зазнавати впливу арабської та візантійської культури.
Слов'янські скроневі кільця, як і інші ювелірні вироби, почали проникати в Скандинавію з другої половини X століття, можливо, і разом з їхніми носіями, і як засоби платежу — велика частина цих прикрас знайдено у вигляді брухту. Також у пізньому Середньовіччі скроневі кільця виявлені в похованнях на території Північного Кавказу (в Карачаєво-Черкесії та Інгушетії).
Серед скроневих кілець, знайдених в хорватських могильниках півострова Істрія, широке поширення мали дротяні кільця невеликого діаметру. Кінці багатьох з них закручені в колечка-петлі, за допомогою яких вони з'єднувалися. Крім того, широко побутували головні кільця з підвіскою у вигляді виноградного грона, а також дво- і тринамистинні кільця зі сканними намистинами.

## Семипроменеві кільця
Ранні променеві скроневі кільця, що послужили прототипами семипроменевих і семилопатевих прикрас радимичів і в'ятичів, мають Дунайське походження. До них можна віднести кільця Зарайського скарбу IX ст., серед яких є і п'ятипроменеві з фальшивою зерню на щитку і трьома кульками на кінцях кожного променя, і семипроменеві з однією кулькою на кінцях променів. До цієї ж групи скроневих прикрас належать семипроменеві кільця Полтавського скарбу (IX ст.). Близько до зарайських і скроневе кільце із сімома гострими променями, знайдене на Новотроїцькому городищі (IX ст.). Новотроїцькі кільця відлиті, ймовірно, на місці, і копіюють прикраси, принесені з Подунав'я. Семипроменеве скроневе кільце городища Хотомель у Прип'ятському Поліссі належить до VIII—IX ст. Променеві кільця того ж вигляду знайдені також на городищі роменської культури Горналь, на городищі борщевської культури Тітчиха у Воронезькому Подонні, в Квєтуні під Трубчевськом, а також на поселеннях у Гньоздово під Смоленськом і Супрутах у Верхньому Пооччі. У цілому вони датуються IX—X ст., гньоздовська знахідка — межею IX і X ст.

## Види скроневих кілець
|  | Тип             | Етнічна відповідність | Опис | Регіон | Період       |
|  | --------------- | --------------------- | --- | --- | ------------ |
|  | Семипроменеві   | Радимичі, сіверяни    | | Курська область | VIII-XII ст. |
|  | Браслетоподібні | Кривичі               | Дротяні кільця діаметром від 5 до 10 см, в нижній частині дріт сплощений куванням, що надає кільцю серпоподібного або браслетоподібного вигляду. Також цей тип кілець характеризують зав'язані кінці. У небагатьох випадках на пластинчастих частинах кілець робилися невеликі отвори, через які продівалися тонкі дротяні кільця з трапецієподібними пластинчастими привісками. | Вітебська та Мінська область Білорусі, а також Псковська, Калузька, Нижньогородська, Рязанська та Смоленська області Росії. | V-XII ст.    |
|  | Ромбощиткові    | Ільменські словени    | Бронзові кільця, в яких були ромбоподібні потовщення (щитки) кількістю від 2 до 5. Іноді до кілець приробляли трапецієподібні підвіски | Ленінградська (Гатчинський район) та Новгородська області.                                                                  |              |
|  | Семилопатеві    | В'ятичі               | | Підмосков'я |              |
|  | Спіральні       | Сіверяни              | | Курська та Полтавська області, Литва                                                                                        |              |
|  | Тринамистинні   | Дреговичі             | | Київська (за що називається «київським типом») та Чернігівська області України                                              |              |